# Dirck Crabethbrug
De Dirck Crabethbrug is een monumentale brug in Gouda, in de Nederlandse provincie Zuid-Holland. De brug verbindt de Hoge en Lage Gouwe met elkaar. 

## Geschiedenis
De brug is gebouwd in 1867 door de Haagse ijzergieterij De Prins van Oranje. Het is de laatste 19e-eeuwse gietijzeren draaibrug in Gouda. In de jaren zestig van de 20e eeuw is de brug, na lange tijd voor het verkeer gesloten te zijn geweest, hersteld en sindsdien opgensteld voor fietsers en voetgangers. In 1996 is de brug wederom gerenoveerd door een bedrijf uit Gouda.
De brug is erkend als rijksmonument.

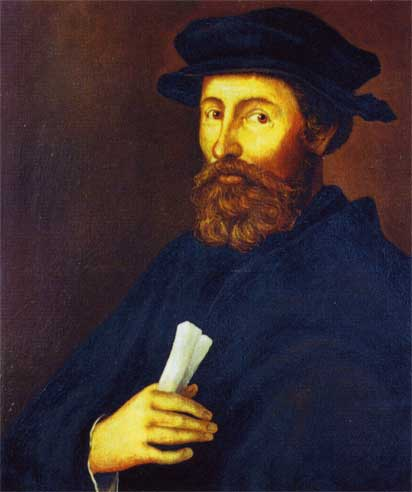
Dirck Pietersz. Crabeth, de naamgever van de brug

De brug is genoemd naar de Goudse glazenier Dirck Crabeth, schilder van een deel van de gebrandschilderde Goudse glazen in de Sint-Janskerk. Hij woonde in een huis tegenover de brug aan de Hoge Gouwe.